# Dianzi (köping i Kina, Shandong, lat 36,89, long 119,85)
Dianzi (kinesiska: 店子, 店子镇) är en köping i Kina. Den ligger i provinsen Shandong, i den östra delen av landet, omkring 260 kilometer öster om provinshuvudstaden Jinan.
Genomsnittlig årsnederbörd är 706 millimeter. Den regnigaste månaden är juli, med i genomsnitt 240 mm nederbörd, och den torraste är januari, med 11 mm nederbörd.